# Eugene Daniel O’Sullivan

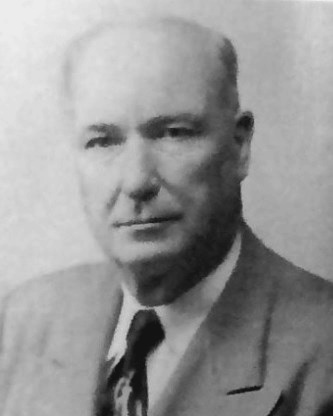
Eugene Daniel O’Sullivan (1949)

Eugene Daniel O’Sullivan (* 31. Mai 1883 bei Kent, Reno County, Kansas; † 7. Februar 1968 in Omaha, Nebraska) war ein US-amerikanischer Politiker.
O’Sullivan wurde 1883 auf einer Rinderfarm in Kansas geboren. Er besuchte das Christian Brothers College in St. Joseph, Missouri. Nachdem er dort 1903 graduierte, besuchte er anschließend von 1904 bis 1905 das St. Benedict’s College in Atchison, Kansas. Danach studierte O’Sullivan an der School of Law der Creighton University in Omaha Jura. 1910 schloss er sein Studium ab, wurde noch im selben Jahr in die Anwaltschaft aufgenommen und praktizierte in Omaha als Anwalt.
O’Sullivan, der den Demokraten angehörte, war in den Jahren 1924, 1928, 1932, 1940 sowie 1944 Delegierter zu den Democratic National Conventions seiner Partei. Im Jahr 1934 bemühte er sich erfolglos, als demokratischer Kandidat für die Gouverneurswahlen in Nebraska aufgestellt zu werden. Bei den Kongresswahlen 1948 wurde O’Sullivan für seine Partei in den 81. Kongress gewählt und vertrat dort vom 3. Januar 1949 bis zum 3. Januar 1951 den Bundesstaat Nebraska im Repräsentantenhaus der Vereinigten Staaten. Bei den nächsten Kongresswahlen 1950 konnte er seinen Sitz nicht verteidigen und wurde von dem Republikaner Howard Buffett geschlagen. Dieser hatte zuvor 1948 seinen Sitz an O’Sullivan verloren gehabt.
O’Sullivan begann nun wieder als Anwalt zu praktizieren. Er starb am 7. Februar 1968 in Omaha und wurde auf dem Calvary Cemetery beigesetzt.